# Albert Alvarez
Albert Raymond Gourron (Bordéus, 16 de janeiro de 1861 - Nice, 1 de fevereiro de 1933), mais conhecido como Albert Alvarez, foi um renomado tenor francês. 
Conhecido pela intensidade de sua voz e expressividade de suas interpretações, ele teve uma carreira ilustre de 24 anos, por toda a Europa e a América do Norte.

## Biografia
Início de vida
Albert Raymond Gourron nasceu em 16 de janeiro de 1861 em Bordéus, na França. Seu pai era um açougueiro, e principal fonte de renda da família. Seu primeiro contato com a música ocorreu aos 18 anos, enquanto servia no exército, onde tocou a corneta na banda militar de seu batalhão. Após ser dispensado do exército, ele trabalhou como trombonista no famoso Café-Concert de la Pépinière. Enquanto estava lá, Albert descobriu seus talentos vocais e foi pressionado por seus colegas a seguir uma carreira de cantor. Convencido, o futuro tenor tentou entrar no Conservatório de Paris em 1883. Apesar de ter surpreendido quem estava presente em seu teste, foi negada a sua entrada pois o mesmo não tinha dinheiro para pagar a mensalidade do curso. Porém, Auguste de Martini, um renomado professor de canto que estava presente no teste de Albert, reconheceu o talento do jovem tenor e concordou em trabalhar com ele.
Carreira
Após três meses de estudos com de Martini, Albert Gourron fez a sua estréia no papel título de Fausto do compositor Charles Gounod, no Teatro de Ópera de Ghent. Alguns meses depois em uma produção de Carmen de Georges Bizet, no qual Albert havia sido contratado para interpretar o personagem Don José, o tenor de 26 anos enquanto procurava o seu nome no cartaz divulgando a ópera ficou enfurecido após ver um tal de 'Alvarez' como intérprete de Don José. Quando confrontou o diretor do teatro, ele lhe explicou que seu nome havia sido mudado para  'Albert Alvarez'  porque a direção achou que seria mais apropriado que o tenor adotasse um pseudônimo mais espanhol para a produção (dado que 'Carmen' se passa na Espanha). Após ver os comentários maravilhosos que os críticos lhe fizeram, destacando a sua voz potente e atuação expressiva, ele decidiu adotar o pseudônimo de 'Albert Alvarez' permanentemente. Albert passou os próximos anos cantando em recitais em pequenos teatros na França, até atrair a atenção da Ópera Nacional de Paris, que pouco tempo depois ofereceu a ele um contrato. Ele logo aceitou e fez a sua estréia parisiense em uma nova produção de Fausto de Gounod em 14 de março de 1895 (a mesma ópera na qual fez a sua estréia profissional). Albert virou uma celebridade internacional após suas performances em Paris, se apresentado em ilustres teatros como o Royal Opera House em Londres, o Metropolitan Opera House em Nova Iorque, e o Teatro alla Scala em Milão. Pouco antes de completar 50 anos, Albert começou a se aposentar aos poucos, terminando de vez a sua carreira após um grande tour pela Alemanha e Bélgica, e uma última apresentação pública na Ópera de Paris em 1910.
Ultimos Anos
Após se aposentar, Albert foi para Nice, onde virou um procurado professor de canto. Cerca de vinte anos depois, no dia primeiro de fevereiro de 1933, Albert Alvarez faleceu aos 71 anos de idade de causas naturais.

## Legado
Apesar de não ser muito conhecido atualmente, Albert foi um dos cantores mais importantes de sua época. Além de ter gravado mais de 40 discos para a Pathé Records, (e também ter a sua voz registrada em gravações 'piratas' feitas durante suas performances em Nova Iorque por Lionel Mapleson), Albert tinha mais de 50 papéis no seu repertório, e também interpretou papéis principais em pelo menos 12 estréias mundiais de grandes óperas, entre elas estão: Thaïs de Jules Massenet, Hélène de Camille Saint-Saëns, e La Montagne Noire de Augusta Holmès. 